# Балаш

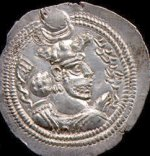

Балаш (Vhaləhş/Валахш) — шахиншах Ірану в 484-488, 18-й у династії Сасанідів.

## Життєпис
Брат і наступник Пероза, полеглого у війні з ефталітами. Балаш зміг організувати ефективну відсіч ефталітам, примусивши їх до мирних переговорів, і вторгся у Вірменію. Мир із Вірменією звів її до рівня перської провінції, в якій жорстко пригнічувався зороастризм та підтримувалися права християн. Вірменія тепер управлялася намісником царя. Протягом усього свого царювання Балаш перебував у великій залежності від правителя Сістану Зарміхра та правителя Рея Міхрана, яким і належала реальна влада.
Коли через кілька місяців правління Балаша підняв заколот Зарех, син Пероза, Балаш придушив опір і стратив племінника. Однак Балаш не вистояв проти другої змови, на чолі якої стояв другий племінник — Кавад I. Останній за допомогою ефталітів скинув Балаша, який був засліплений і незабаром помер.